# Distrito de Barnala
Barnala (en punyabí: ਬਰਨਾਲਾ ਜ਼ਿਲਾ) es un distrito de la India en el estado de Punyab. Código ISO: IN.PB.BA.
Comprende una superficie de 1 410 km².
El centro administrativo es la ciudad de Barnala.

## Demografía
Según censo 2011 contaba con una población total de 596 294 habitantes, de los cuales 278 446 eran mujeres y 317 848 varones.